# کلاغ‌ایه
کلاغ‌ایه، روستایی از توابع بخش قلعه نو شهرستان ری در استان تهران ایران است.

## جمعیت
این روستا در بخش قلعه‌نو شهرری، دهستان چاله طرخان  قرار دارد و براساس سرشماری مرکز آمار ایران در سال ۱۳۸۵، جمعیت آن زیر سه خانوار بوده‌است.